# تشارلتون فيسنتو
تشارلتون فيسنتو (بالهولندية: Charlton Vicento)‏ (19 يناير 1991 بزوترمير في هولندا - ) هو لاعب كرة قدم هولندي في مركز الهجوم. شارك مع منتخب هولندا تحت 19 سنة لكرة القدم ومنتخب هولندا تحت 21 سنة لكرة القدم ومنتخب كوراساو لكرة القدم. أما مع النوادي، فقد لعب مع أدو دين هاغ وباس جيانينا وفيلم تو تيلبورغ وهيلموند سبورت.

## وصلات خارجية
- تشارلتون فيسنتو على موقع قاعدة بيانات كرة القدم.إي يو (الإنجليزية)
- تشارلتون فيسنتو على موقع ناشيونال فوتبول تيمز (الإنجليزية)
- تشارلتون فيسنتو على موقع عالم كرة القدم.نت (الإنجليزية)